# Barnaarcú szúnyogkapó
A barnaarcú szúnyogkapó (Microbates cinereiventris) a madarak osztályának verébalakúak (Passeriformes) rendjéhez és a szúnyogkapófélék (Polioptilidae) családjához tartozó faj.

## Rendszerezése
A fajt Philip Lutley Sclater angol ügyvéd és zoológus írta le 1855-ben, a Ramphocaenus nembe Ramphocaenus cinereiventris néven.

## Alfajai
- Microbates cinereiventris albapiculus Olson, 1980
- Microbates cinereiventris cinereiventris (P. L. Sclater, 1855)
- Microbates cinereiventris hormotus Olson, 1980
- Microbates cinereiventris magdalenae Chapman, 1915
- Microbates cinereiventris peruvianus Chapman, 1923
- Microbates cinereiventris semitorquatus (Lawrence, 1862)
- Microbates cinereiventris unicus Olson, 1980[2]

## Előfordulása
Közép-Amerikában és Dél-Amerika északnyugati részén, Costa Rica, Nicaragua, Panama, Bolívia, Kolumbia, Ecuador és Peru területén honos. 
Természetes élőhelyei a szubtrópusi és trópusi síkvidéki erdők. Állandó, nem vonuló faj.

## Megjelenése
Testhossza 11 centiméter, testtömege 10–14 gramm.

## Életmódja
Főleg hangyákkal és rovarokkal táplálkozik, de pókokat is fogyaszt.

## Természetvédelmi helyzete
Az elterjedési területe nagyon nagy, egyedszáma viszont csökken, de még nem éri el a kritikus szintet csökken. A Természetvédelmi Világszövetség Vörös listáján nem fenyegetett fajként szerepel.